# Pasqua (dramma)
Pasqua (in svedese Påsk) è un dramma del drammaturgo svedese August Strindberg.
Scritto nel 1900, racconta la vicenda della famiglia Heist, di cui il capofamiglia è in carcere, mentre i figli e la moglie si trovano alle prese con un creditore, Lindkvist, che cerca di ottenere da loro quanto gli è dovuto. Dramma anomalo di Strindberg per il finale felice, nel quale il creditore cancella i debiti che la famiglia ha verso di lui per ricambiare un gesto di gentilezza avuto in passato dal capofamiglia.